# Mirepoix (Ariège)
Mirepoix è un comune francese di 3 293 abitanti situato nel dipartimento dell'Ariège nella regione dell'Occitania. Notevole la Cattedrale di San Maurizio, che fino al 1801 fu sede dell'allora soppressa Diocesi di Mirepoix.

## Storia
Dipendente dalla contea di Foix, la città fu guadagnata al catarismo alla fine del XII secolo. Un concilio nel 1206 vi raccolse 600 catari. La città fu conquistata nel 1209 da Simone di Montfort che la donò a uno dei suoi luogotenenti Guy di Lévis, da cui la famiglia di Lévis-Mirepoix.
La città, inizialmente fondata presso il letto dell'Hers, sulla sua riva destra, fu inondata da una violenta alluvione che travolse la maggior parte della popolazione provocando più di mille morti (a seguito della rottura dello sbarramento del lago di Puivert) nel 1289.
Totalmente distrutta, essa fu ricostruita immediatamente sull'altre riva del fiume, ma questa volta su un terrazzamento naturale sopraelevato, ceduto dal signore di Mirepoix.
Mirepoix non è dunque, propriamente parlando, una bastide (città nuova di ripopolamento), ma un'antica città ricostruita sui piani urbanistici in vigore a quell'epoca e che sono tipiche delle bastide.
Mirepoix fu sede di una diocesi fino al 1801.

## Società

### Evoluzione demografica
Abitanti censiti